# Inhulo-Kameanka, Novhorodka
Inhulo-Kameanka (în ucraineană Інгуло-Кам`янка) este o comună în raionul Novhorodka, regiunea Kirovohrad, Ucraina, formată numai din satul de reședință.

## Demografie
Componența lingvistică a comunei Inhulo-Kameanka
     Ucraineană (96,81%)
     Rusă (2,33%)
     Alte limbi (0,85%)
Conform recensământului din 2001, majoritatea populației comunei Inhulo-Kameanka era vorbitoare de ucraineană (96,81%), existând în minoritate și vorbitori de rusă (2,33%).